# Chiesa dei Santi Quirico e Giulitta (Campoverardo)
La chiesa dei Santi Quirico e Giulitta è la parrocchiale di Campoverardo, frazione di Camponogara, in città metropolitana di Venezia e diocesi di Padova; fa parte del vicariato di Campagna Lupia.

## Storia

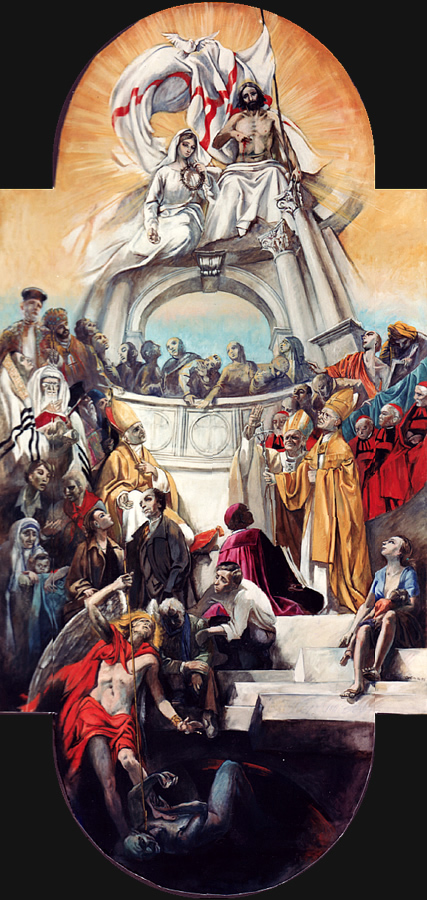
Ernani Costantini, Il Concilio Vaticano II, 1995, olio su tela, 600 x 300 cm

Intitolata a due martiri, compare nella decima papale del 1297. All'epoca dipendeva dalla pieve di Santa Maria di Sarmazza o Sarmazia, oggi Vigonovo.
Il vescovo Pietro Barozzi, che la visitò nel 1489, la descrisse come una chiesa piccola nelle dimensioni e modesta negli arredi, con un pilastro che fungeva da campanile.
Venne restaurata e ingrandita più di una volta, soprattutto tra la fine del Settecento e l'inizio dell'Ottocento con il parroco don Antonio Baroni, conferendole la classicheggiante struttura tripartita della facciata. Dopo un nuovo importante restauro nel 1942, la chiesa venne nuovamente consacrata.
Nel 1995 è stata inserita nella cornice altrimenti vuota del soffitto la tela Il Concilio Vaticano II di Ernani Costantini, appositamente commissionata dai parrocchiani. Alcuni anni fa è la chiesa stata ritinteggiata all'interno e all'esterno.